# Nagy Benedek
Nagy Benedek álneve: Tivai Miklós (Kolozsvár, 1937. május 29. – 2025. május 30.) erdélyi magyar közíró, helytörténész, politikus, Nagy András György fia.

## Életútja
1954-ben Csíkszeredában végezte el a középiskolát, egyetemi tanulmányait pedig a Bolyai Tudományegyetem Történelem Karán kezdte meg. A történelem–filológia kari diákszövetség egyik vezetőjeként 1956-ban részt vett a diáktanács programjának megfogalmazásában, amiért 1956. november 24-én letartóztatták és ötesztendei börtönre ítélték (1956–1961). Kiszabadulása után 1962-től 1965-ig faipari munkás, villanyszerelő, technikumi tanuló, 1965–1968 között bányaipari technikus, majd 1968–1974 között muzeológus, tisztviselő és rövid ideig megyei laptudósító, ahonnan, mivel nem volt párttag, menesztették.
1968-ban a minisztérium jóváhagyta az egyetemre való visszavételi kérését, látogatás nélküli szakra. 1971-ben történelemtanári diplomát szerzett a Babeș–Bolyai Tudományegyetemen. 1974-től 1990-ig helyettesítő, majd rendes tanár Csíkszereda különböző iskoláiban.
1989. december 22-én a csíkszeredai tüntetők, köztük egykori diákjai felszólalásra ösztönözték. A csíki RMDSZ egyik alapítója, 1990-től a Csíki Lapok szerkesztőbizottsági tagja. 1990–1996 között az RMDSZ listáján parlamenti képviselő, e minőségében szólalt fel a HAR-KOV-jelentés vitájában. 1991-ben nem szavazta meg az új alkotmányt. Márton Árpáddal közösen dolgozta ki 1994-ben az RMDSZ-nek a nemzeti kisebbségek anyanyelven történő oktatásáról szóló törvénytervezetét. 1994-ben 1956-os emlékéremmel tüntették ki.
1996-ban nyugdíjba vonult. A magyar egyházfők és az RMDSZ javaslatára 1998 és 2008 között a magyar történelmi egyházak képviseletében a Vallásügyi Államtitkárság tanácsosa Bukarestben. 2003 és 2009 között az Országos Restitúciós Bizottságon belül az egyházi és a közösségi ingatlanok restitúciós albizottságának is a szaktanácsosa. 2007-ben megkapta a Magyar Köztársasági Érdemrend Tisztikeresztjét. 2009 januárjában egészségügyi okokból visszavonult.

## Munkássága
Első írásaival 1968-ban az Előre hétvégi irodalmi mellékletében és a Hargita hasábjain jelentkezett. Riportjait, helytörténeti és néprajzi cikkeit, novelláit és karcolatait, sporttudósításait e lapokon kívül az Ifjúmunkás, az A Hét, a Falvak Dolgozó Népe, a Megyei Tükör, a Korunk, az Utunk Évkönyv és a Hargita Kalendárium  közölték. Felcsíki kerítések című néprajzi szaktanulmány-sorozata 1970-ben a Művelődésben jelent meg. Székedi Ferenccel és Péter Lászlóval együtt társszerkesztője az 50 éves a csíkszeredai jégkorong (Csíkszereda 1979) című kétnyelvű kötetnek. Társadalmi mozgalmak a Csíki-medencében a 19. század második felében és a 20. század elején című történelmi tanulmánya az Acta Hargitensia című múzeumi évkönyvben (Csíkszereda, 1980) és különnyomatban is nyilvánossághoz jutott.

### Kötetei
- KÜZDELEM HAJNALIG. Cikkek és ünnepi beszédek (1968–2003), Pallas-Akadémia Kiadó, Csíkszereda, 2003
- EGY SORS VOLT EZ IS. Börtönéveim, 1956–1961, Pallas-Akadémia  Kiadó, Csíkszereda, 2004
- ERDÉLYI KÖTÉLTÁNC. Megélt és visszaszerzett történeteim, Pallas-Akadémia Kiadó, Csíkszereda, 2013
- ELLENZÉKBEN ÉS ELLENSZÉLBEN, Politikusi feljegyzések oldalnézetből, I. kötet (1989–1993), Pallas-Akadémia Kiadó, Csíkszereda, 2016

Ezen kívül több elfekvő családi emlékirat, gazdasági és szépirodalmi munka kötetben való megjelenését gondozta (Tivai Nagy Imre, dr. Nagy András és Nagy Borbála munkáit).